# Alexander Jakowlewitsch Perschin
Alexander Jakowlewitsch Perschin (russisch Александр Яковлевич Першин; * 1874 im Gouvernement Ufa; † 19. Januar 1919 in Taschkent) war ein russischer Revolutionär.

## Leben
Alexander Perschin wurde 1903 Mitglied der Bolschewiki. Ab 1916 arbeitete er in Taschkent in den Mittelasiatischen Eisenbahnwerkstätten. Nach der Februarrevolution 1917 engagierte er sich dort im Arbeiterrat. Er wurde Delegierter des Ersten Gesamtrussischen Sowjetkongresses und in dessen Zentralexekutivkomitee gewählt. Zudem wurde er Mitglied im Taschkenter Revolutionären Militärkomitee.
Nach der Oktoberrevolution war er Volkskommissar für Lebensmittelbeschaffung Turkestans. Im Januar 1919 wurde er während eines konterrevolutionären Aufstandes ermordet.